# Cacia salomonum
Cacia salomonum là một loài bọ cánh cứng trong họ Cerambycidae.